# Ononis hesperia
Ononis hesperia är en ärtväxtart som först beskrevs av René Charles Maire, och fick sitt nu gällande namn av Forther och Dieter Podlech. Ononis hesperia ingår i släktet puktörnen, och familjen ärtväxter. Inga underarter finns listade i Catalogue of Life.